# الإخوة أبو شعر

شعار الفرقة، وهو مثال نعل رسول الله محمد بن عبد الله

الإخوة أبو شعر، أو فرقة الصحابي أبو أيوب الأنصاري، فرقة نشيد إسلامية سورية تأسست في عام 1983، تتكون من عشرة أعضاء، ستة منهم أخوة من عائلة واحدة وهي «أبو شعر». والدهم الشيخ موفق أحمد إسماعيل أبو شعر الحسيني الرفاعي، الذي كان بشبابه منشداً لبعض العلماء الكبار في دمشق وكان عالماً بالأنغام. تُحيي الفرقة العديد من المُناسبات والابتهالات الدينية الصُّوفيَّة في مختلف الوطن العربي، وأنحاء العالم.

## شعار الفرقة
جعل الإخوة أبو شعر شعار فرقتهم، نعل رسول الله محمد بن عبد الله الذي يضعونه على صدورهم كعلامة وإشارة إلى ارتباط الفرقة برسول الله محمد بن عبد الله وحبه لهم.

## أعضاء الفرقة
- (أبو موفق) مواليد 1966م متزوج وله ثلاث أولاد.
- (أبو ياسر) مواليد 1968م متزوج وله ولدان وبنتان.
- (أبو طارق)، رئيس الفرقة، مواليد 1970م متزوج وله 4 أولاد.
- (أبو بهجت) مواليد 1972م متزوج وله ثلاث أولاد.
- (أبو مالك) مواليد 1982م متزوج وله بنتين وولد

- (أبو محمود) مواليد 1984م متزوج وله بنتان
- (موفق) مواليد 1992
- (ياسر) مواليد 1992
- (طارق) مواليد 1992
- (بهجت) مواليد 1997
- (أبو بكر) مواليد 2007

## بداية الفرقة
بدؤوا بالمدح منذ طفولتهم فبدأت فرقهتم وتأسست عام 1983م. تجمع أربعة منهم مكونين فرقة لبراعم تمدح رسول الله محمد بن عبد الله وسميت باسم الصحابي أبو أيوب الأنصاري نسبة للمسجد الذي قد تخرجوا منه في منطقة الزاهرة في دمشق. كان أصغرهم حينها بهاء الدين أبو شعر وكان عمره 11 عام عندما حضر أول حفلة رسمية للفرقة وبعد سنوات التحق بهم أنس أبو شعر وعرف بـ «ضارب الإيقاع» منذ الصغر. وكان لأصغرهم عبد الرحمن أبو شعر فرقة خاصة به تسمى بـ «براعم الإيمان» وبدأ بالإنشاد وعمره ستة أعوام وبعد أعوام قليلة إنضم إلى إخوته وتجمعت الفرقة ست أخوة.
التزم والدهم منذ صغرهم بتدريبهم وتلقينهم العلم والإنشاد وبدؤوا عند الأقارب ثم الأصحاب ثم بدأ يصطحبهم إلى مجالس العلم وبآخر المجلس يقومون بمدح رسول الله محمد بن عبد الله فبدأ الناس يطلبونهم للإنشاد هنا وهناك. وهكذا بدأت الفرقة بالتوسع.
يقيم أعضاء فرقة الأخوة أبو شعر في جمهورية مصر العربية ويقيمون حفلاتهم فيها.

## إصداراتهم
- ألبوم الهاشمي، تم تسجيله في دبي عام 2006م.
- ألبوم أشجان المحبين، تم تسجيله عام 2007.
- فيديو كليب بأول عام 2008م بعنوان «كلما ناديت ياهو».
- البوم قمر بني هاشم، اصدر عام 2009 في دمشق
- فيديو كليب 2009م بعنوان «البردة».

## حفلاتهم
أحيت الفرقة العديد من الحفلات في مساجد دمشق وفي أغلبية المحافظات كحلب وحمص واللاذقية وحماة وطرطوس وغيرها، منها:
- فعاليات مهرجان رمضان باللاذقية برعاية وزارة الأوقاف عامي 2007م و2008م.
- مهرجان حمص للإنشاد رمضان 2008م.
- مهرجان شمس الغد على مدرج قلعة حلب عام 2008م.
- مهرجان سقبا عروس الشام 2008م.
- مهرجانات انشادية في الأردن، واحد في سنة 2008م في مسجد الفيحاء وفي عدة مجمعات تجارية. وآخراحتفال المولد النبوي في مسجد سيدو الكردي.
- عدة إحتفلات بالمركز الثقافي لأفراح الساحل باللاذقية.
- حفل للمركز الثقافي الأسباني برمضان 2008م.
- استضافتهم الفضائية السورية عدة مرات لإحياء ليالي رمضان 2007م و2008م.
- إحياء أمسيات رمضانية كبيرة في الأردن - عمان - حدائق الحسين عام 2010م بالتعاون مع أمانة عمان الكبرى وقناة الصوفية الفضائية.
- حفل المسبح الأولمبي مسبح المنديل معرة النعمان 2010م.
- زار الأخوة أبو شعر رسمياً دول عربية وإسلامية عديدة وأقاموا بها حفلات دينية، من أبرز هذه الدول: سوريا، مصر، الأردن، لبنان، ليبيا، تونس، الجزائر، الإمارات العربية المتحدة (دبي)، قطاع غزة، تركيا، ماليزيا ودول أخرى.
- سلسلة حفلات مسرح البالون في مصر 2012م.
- احتفالات المولد النبوي الشريف في ساحة الحسين في القاهرة 2014م.

## وصلات خارجية
- موقع فرقة الأخوة أبو شعر